# Lista de capitais da América do Sul por população
Essa é uma lista das capitais dos países e territórios da América do Sul classificadas de acordo com a população residente nessas cidades.

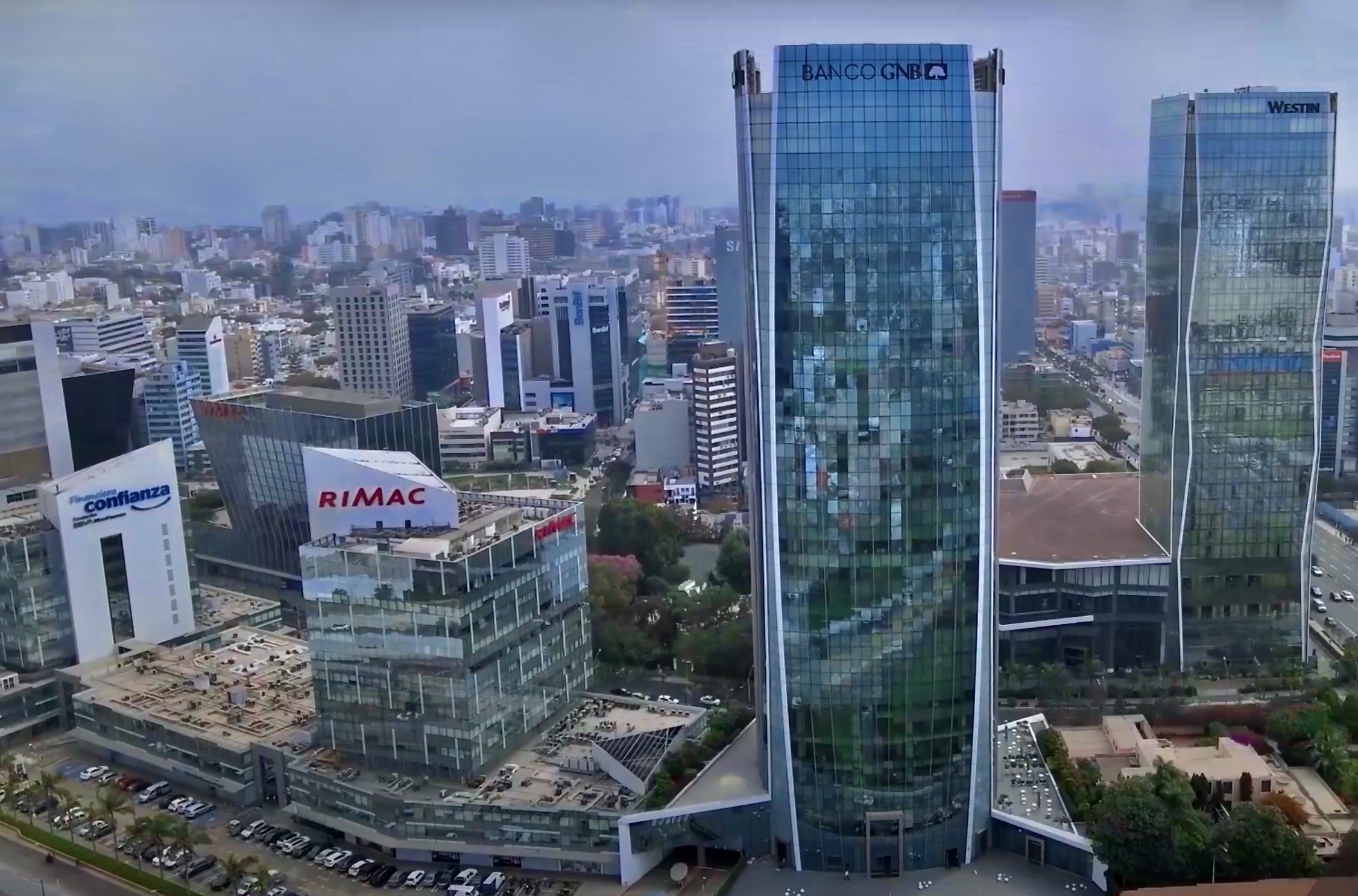
O centro financeiro de Lima, capital mais populosa da América do Sul e lar de um terço da população peruana.

A capital mais populosa da América do Sul é Lima, no Peru, e a menor é Grytviken, nas Ilhas Geórgia do Sul e Sandwich do Sul.

## Galeria

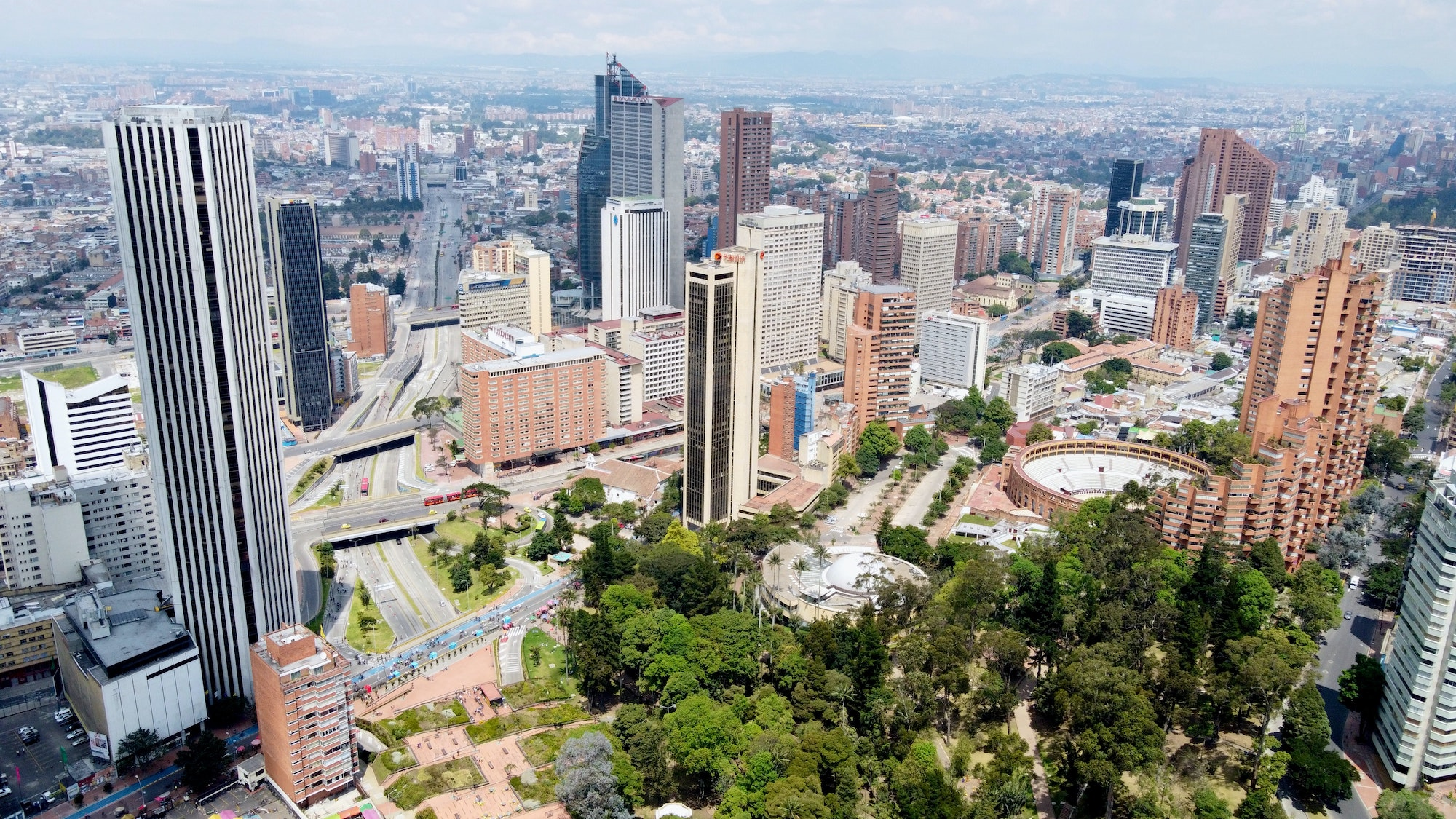
Bogotá, maior cidade da Colômbia e a segunda mais populosa capital sul-americana.

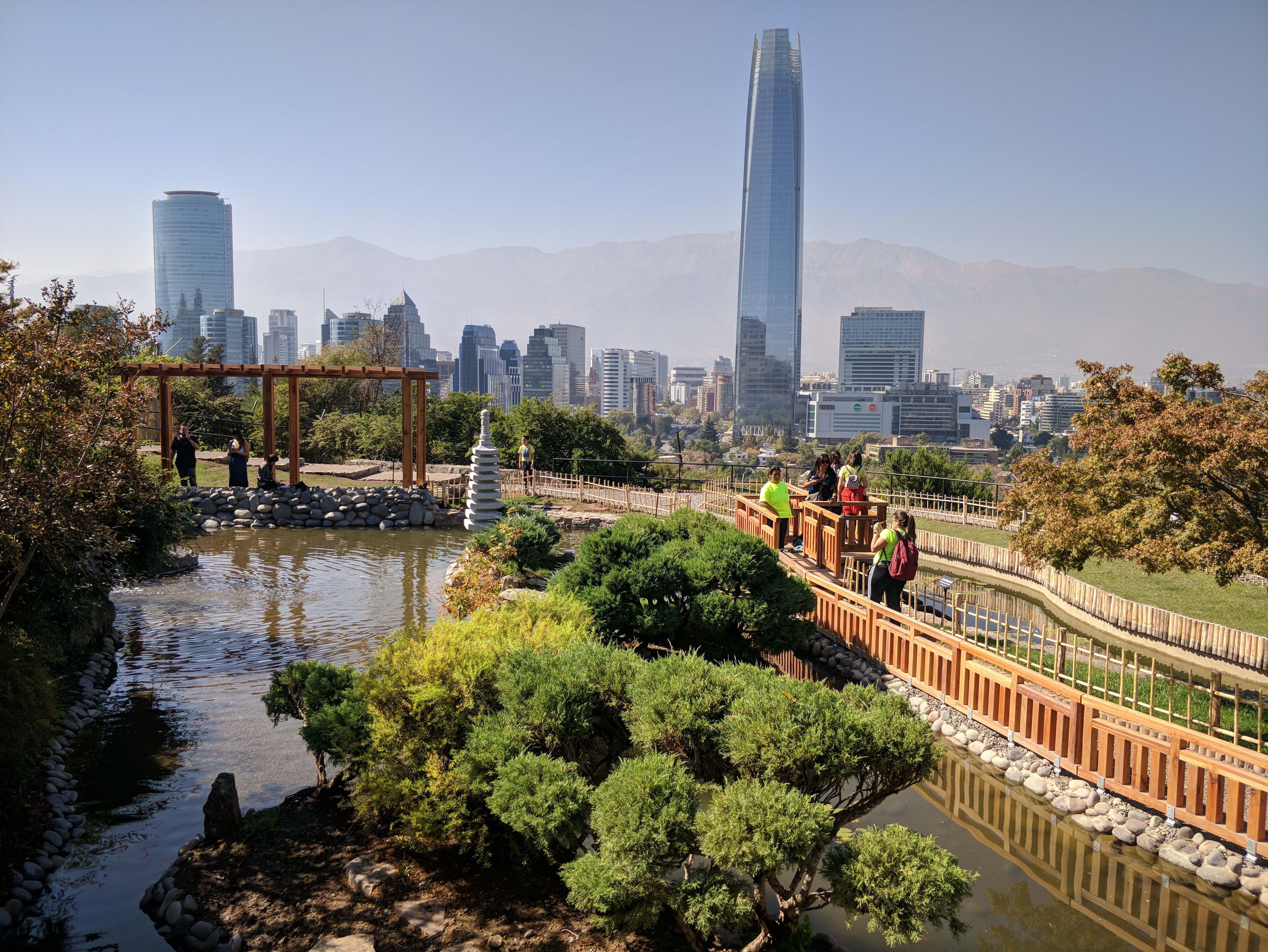
Santiago do Chile, a terceira maior capital sul-americana.

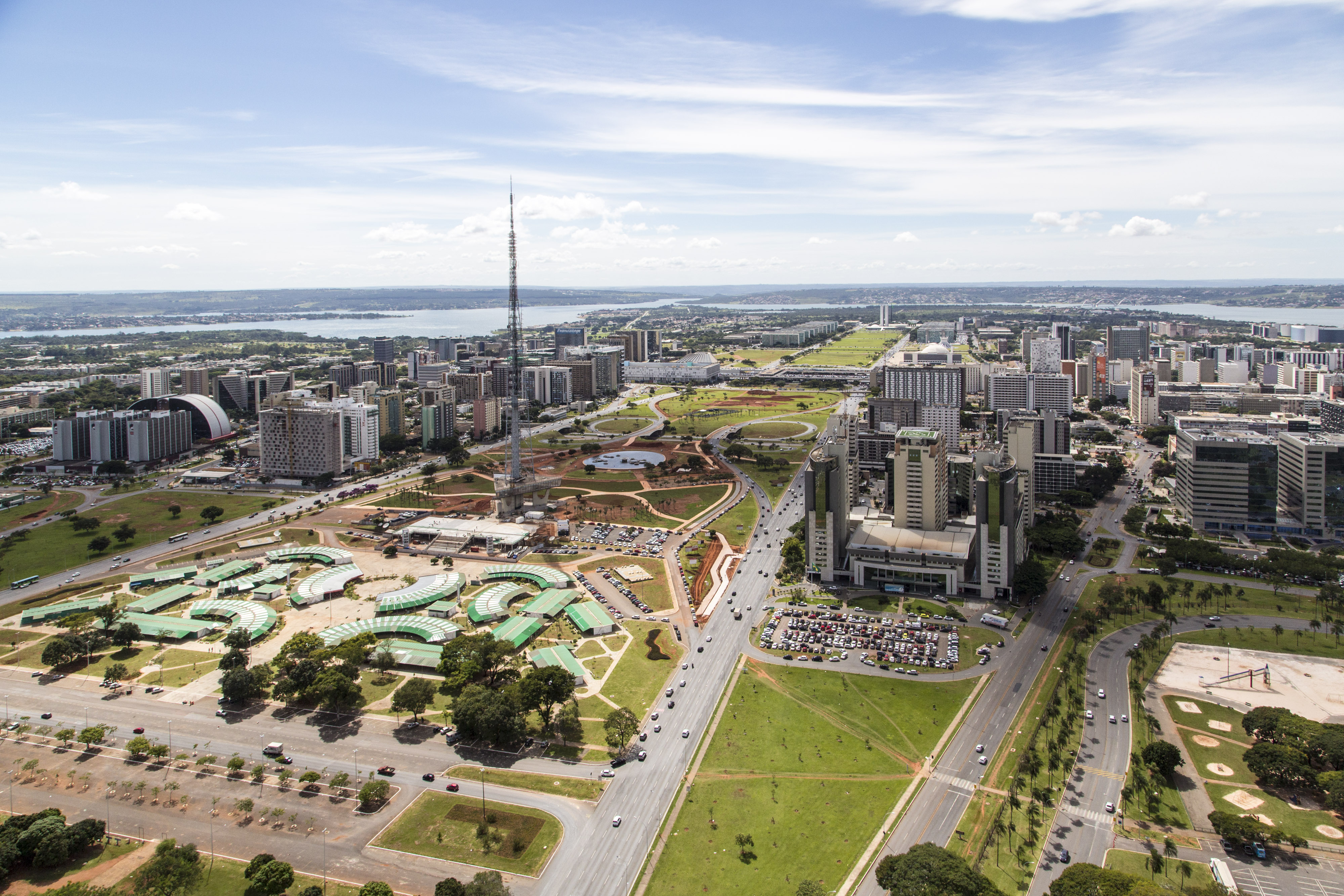
Brasília é a capital do maior e mais populoso país sul-americano, o Brasil.

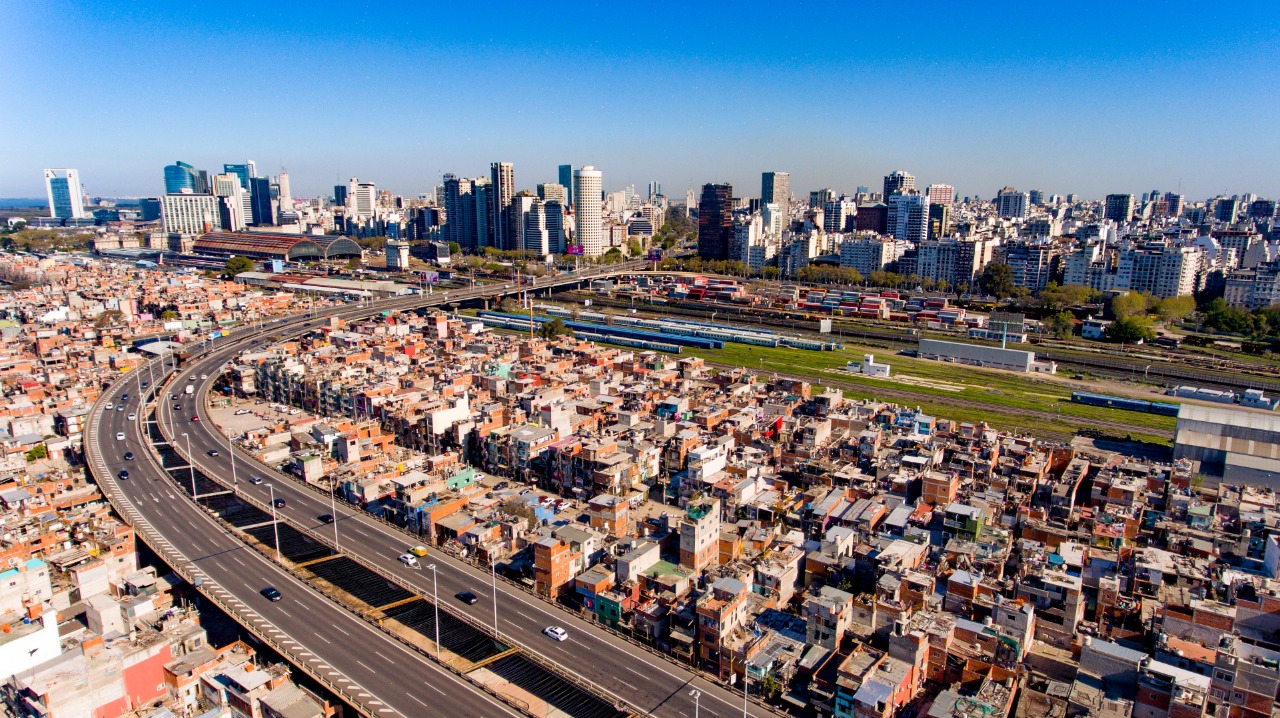
Buenos Aires é a capital da Argentina e a quinta maior da América do Sul.

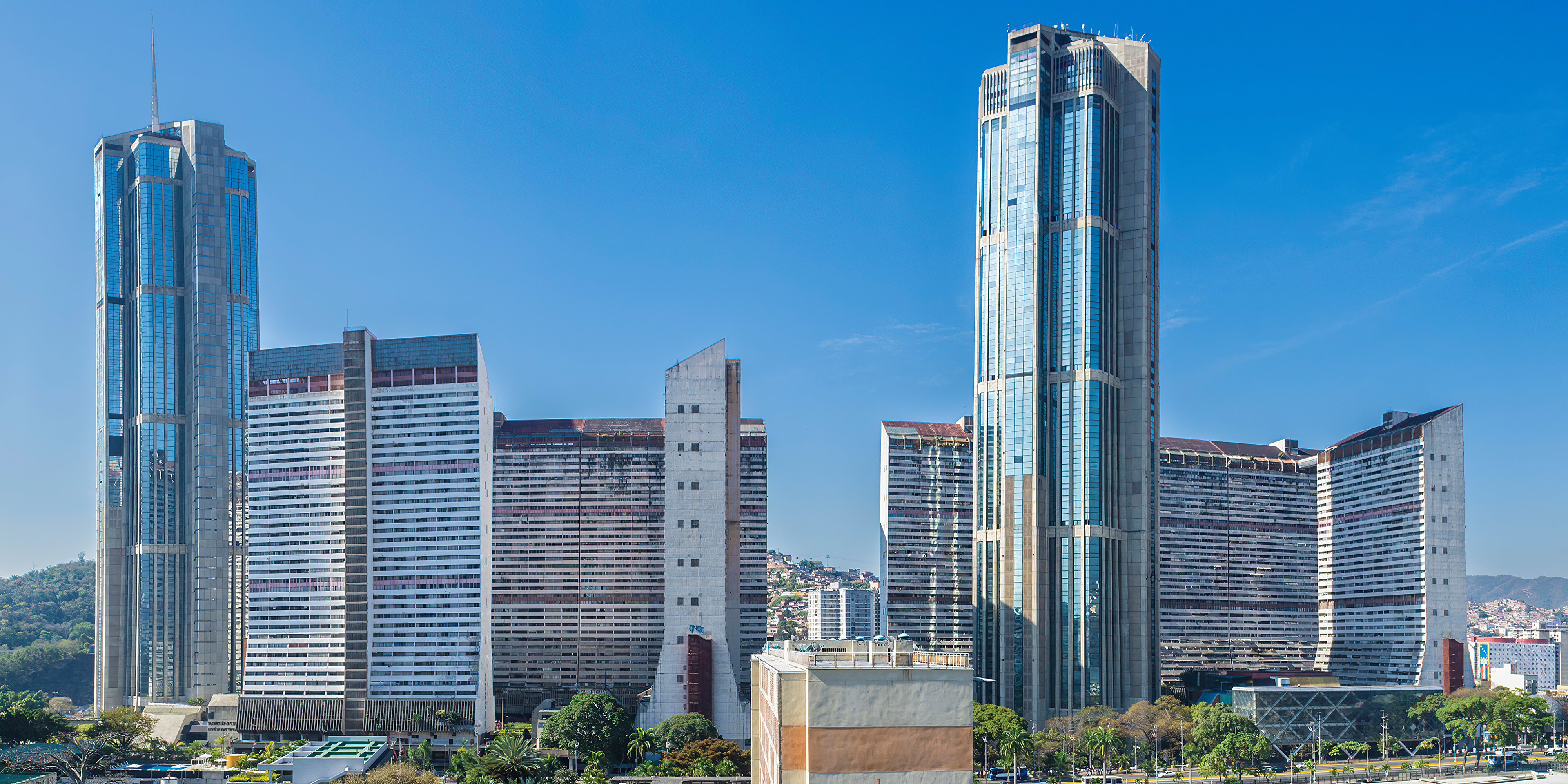
Caracas, capital e maior cidade da Venezuela.

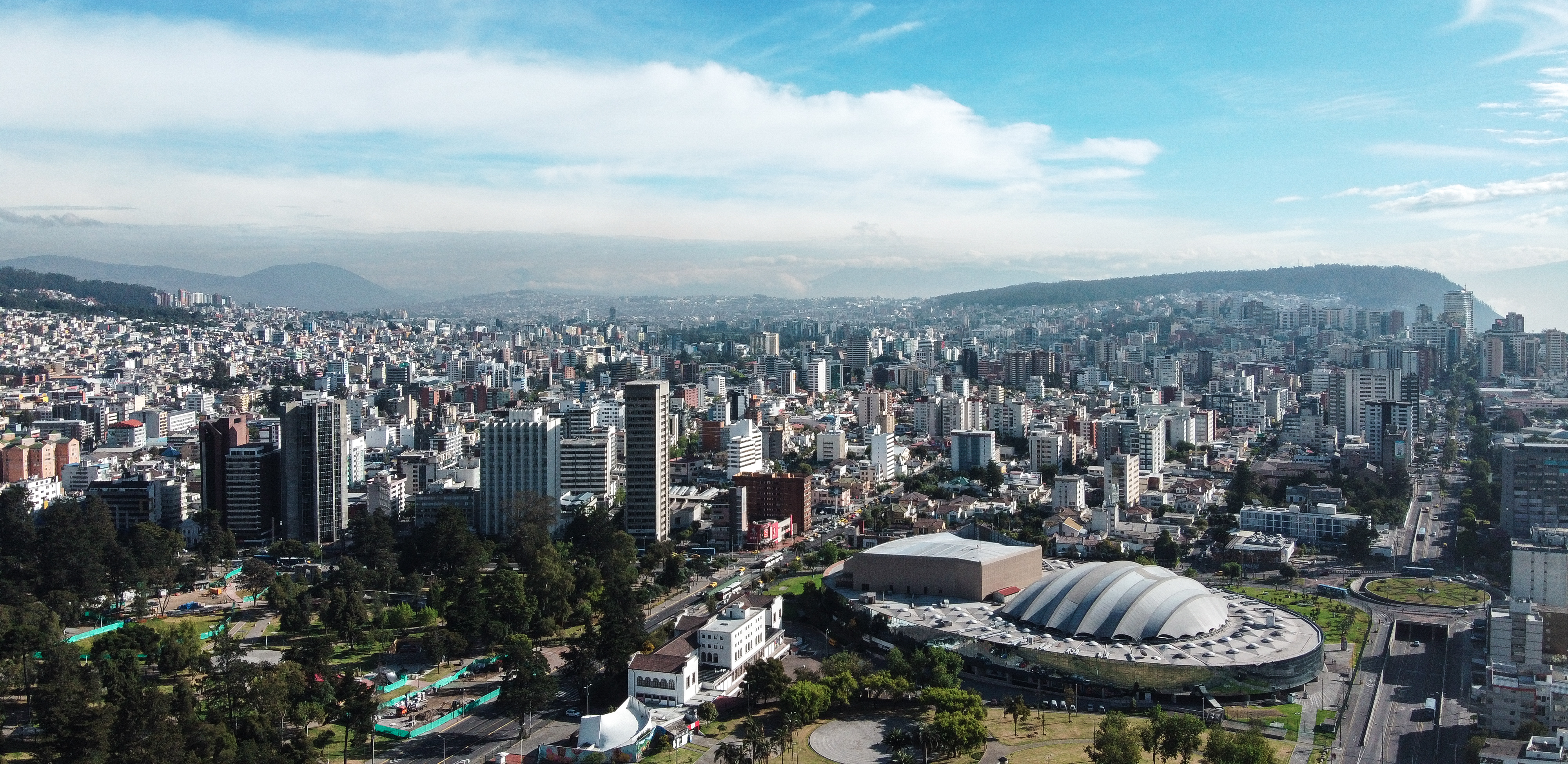
Quito, capital do Equador e a sétima maior da América do Sul.

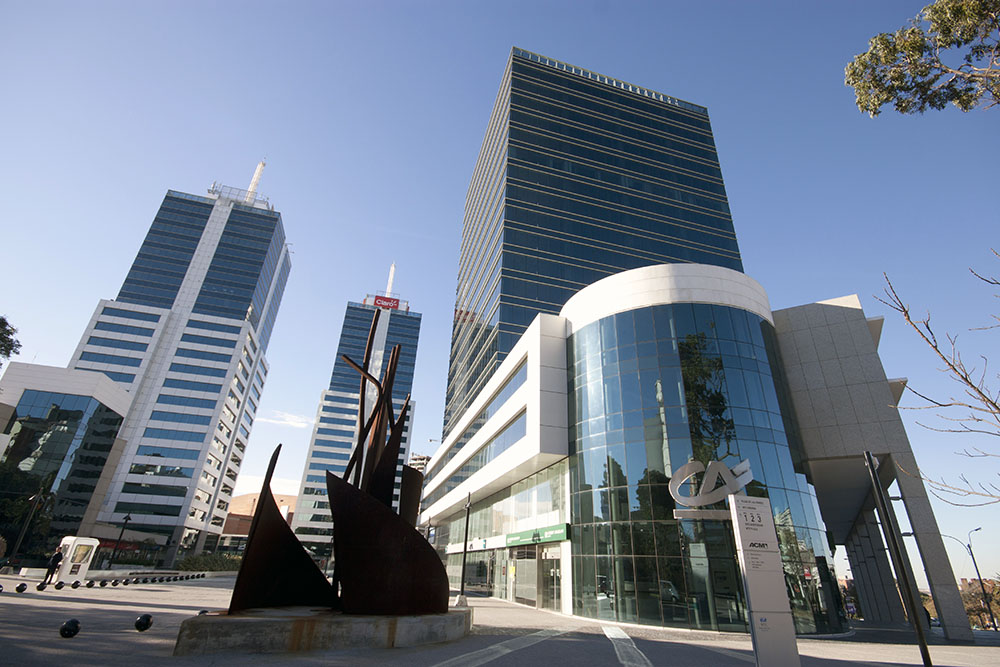
Montevidéu, capital e maior cidade do Uruguai.

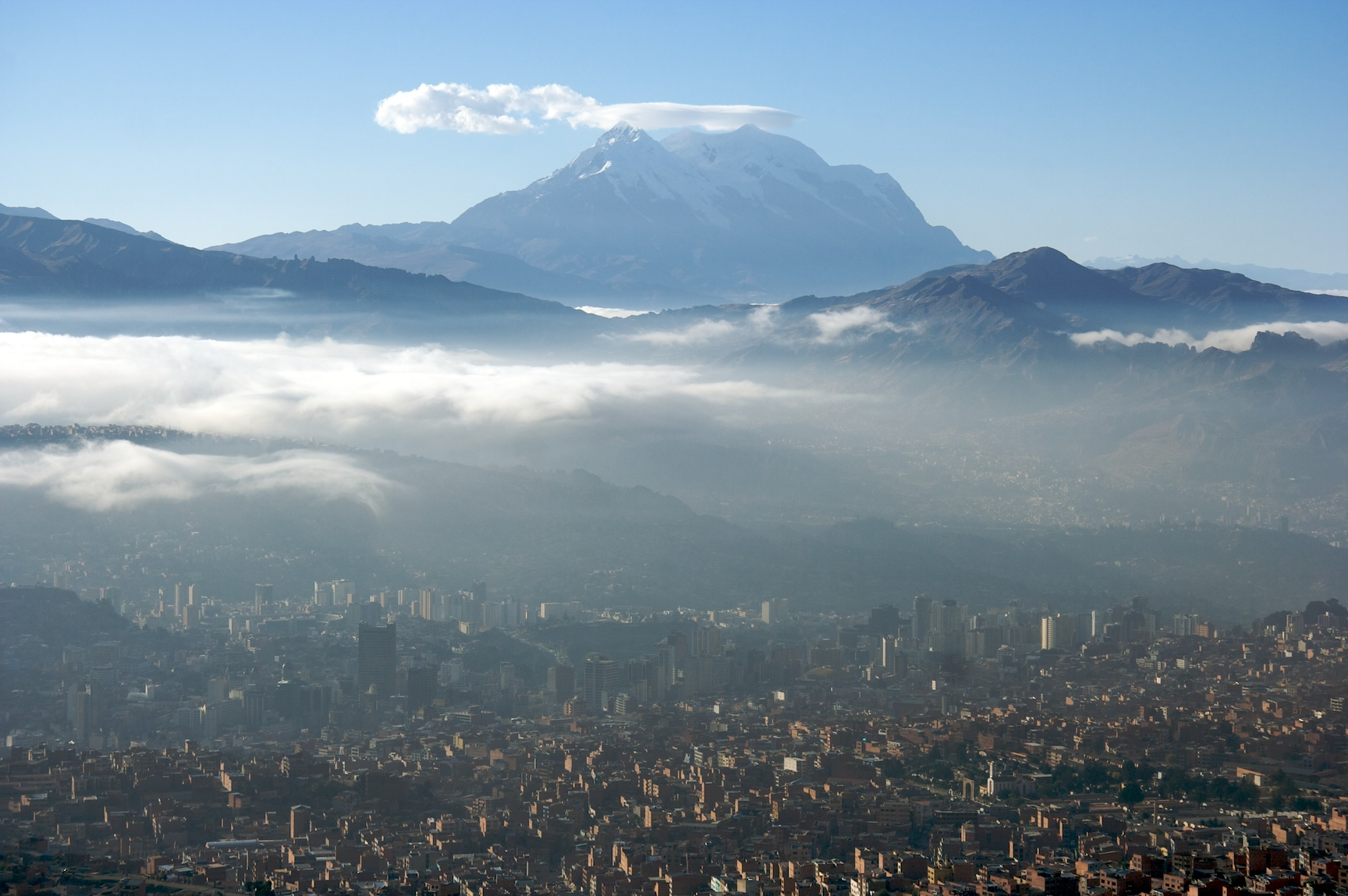
La Paz, na Bolívia, é a capital com maior altitude no mundo.

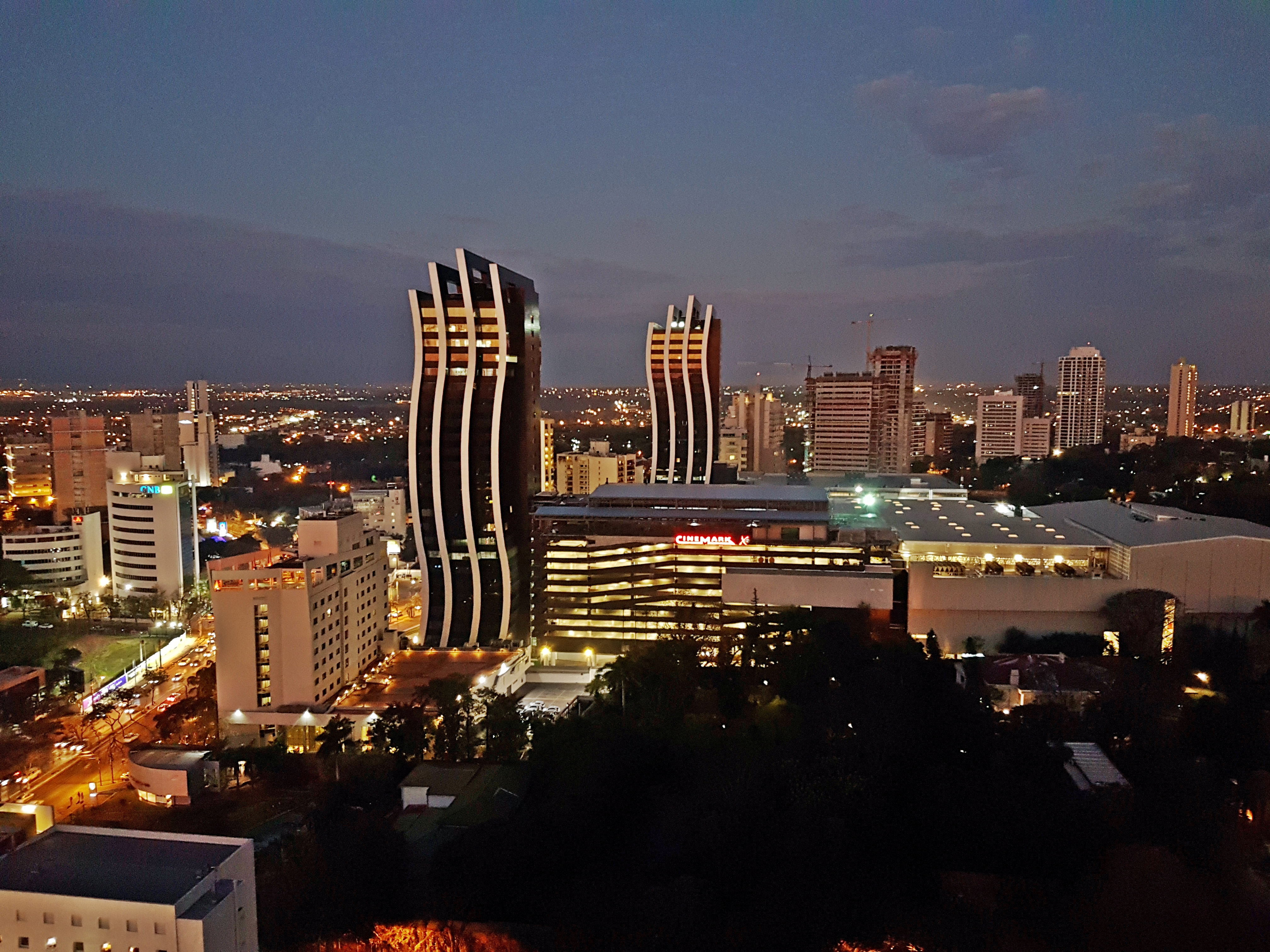
Assunção, capital da República do Paraguai.

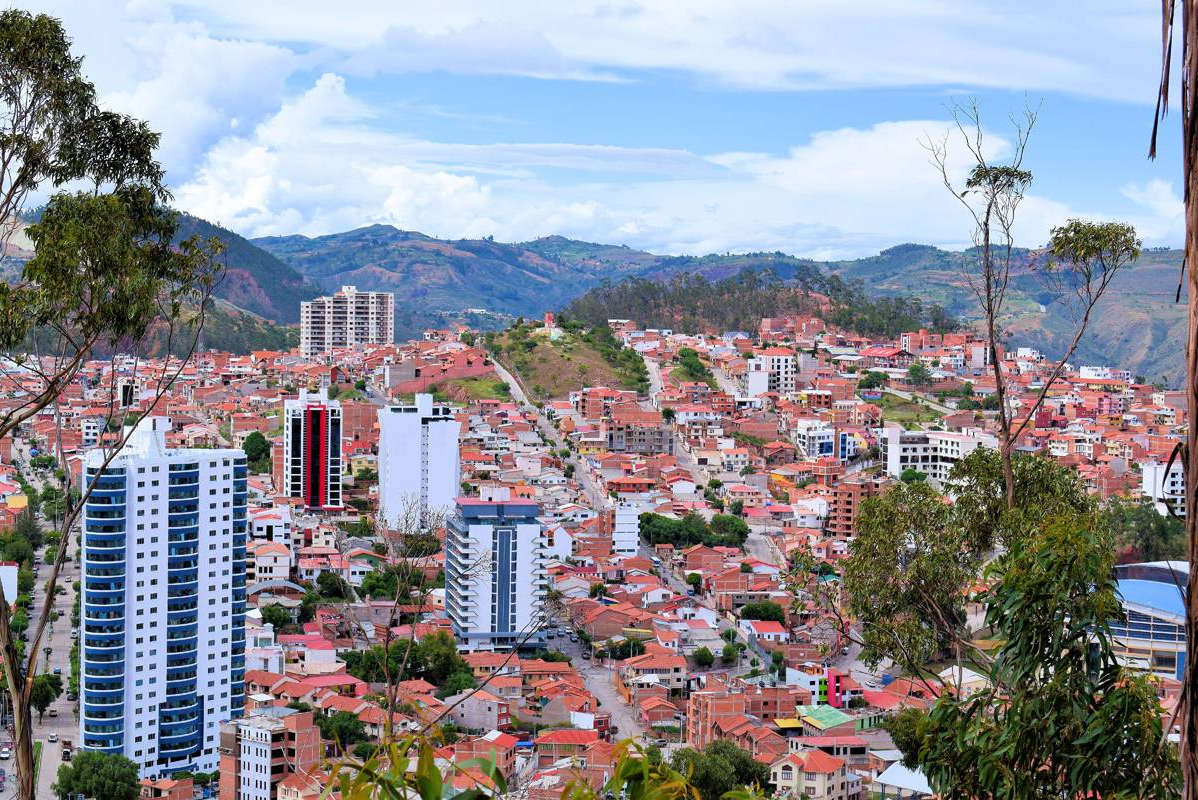
Sucre, capital constitucional e sexta maior cidade da Bolívia.

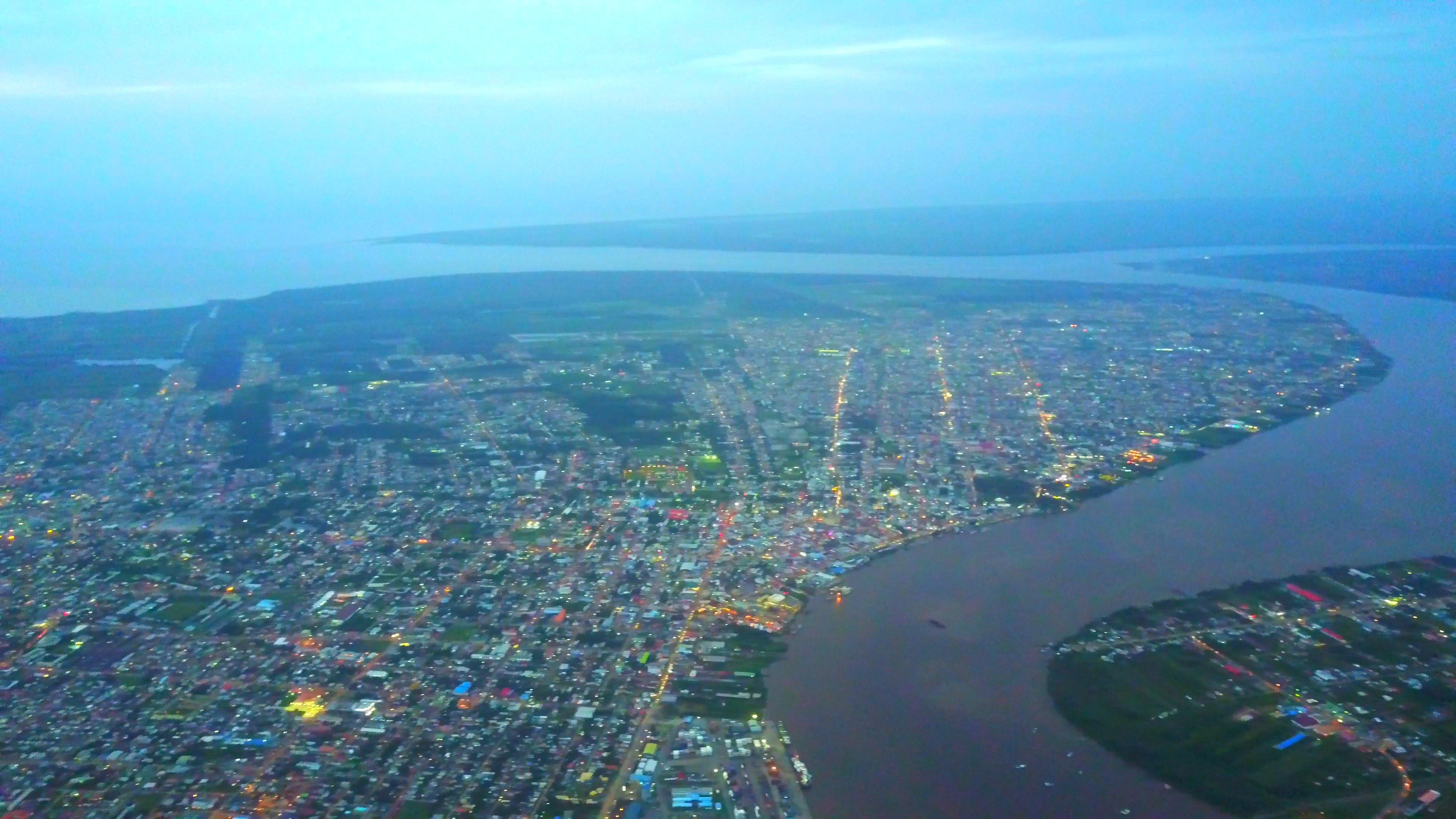
Paramaribo, capital e maior cidade do Suriname.

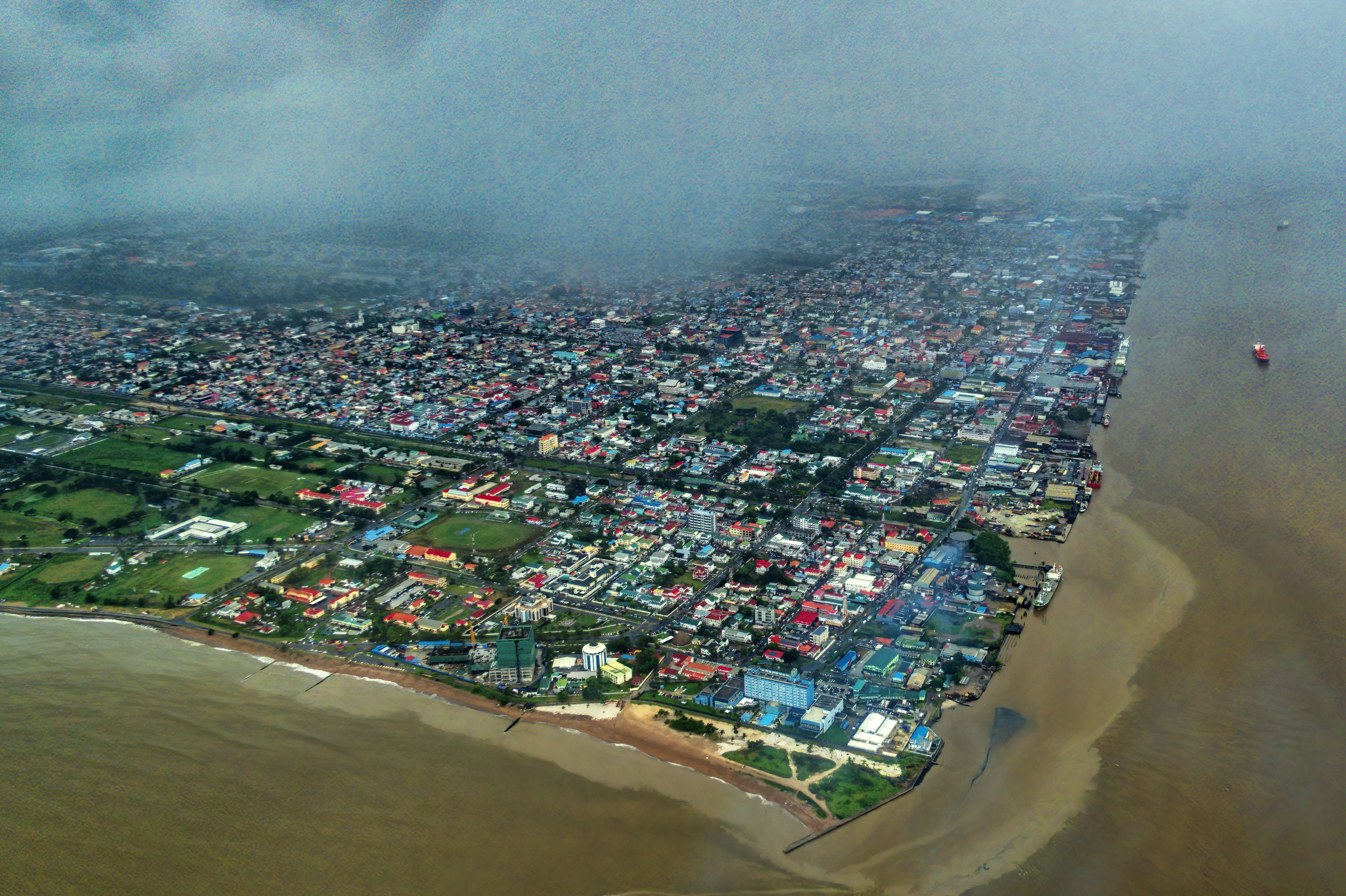
Georgetown, maior cidade da Guiana e menor capital de um país independente da América do Sul.

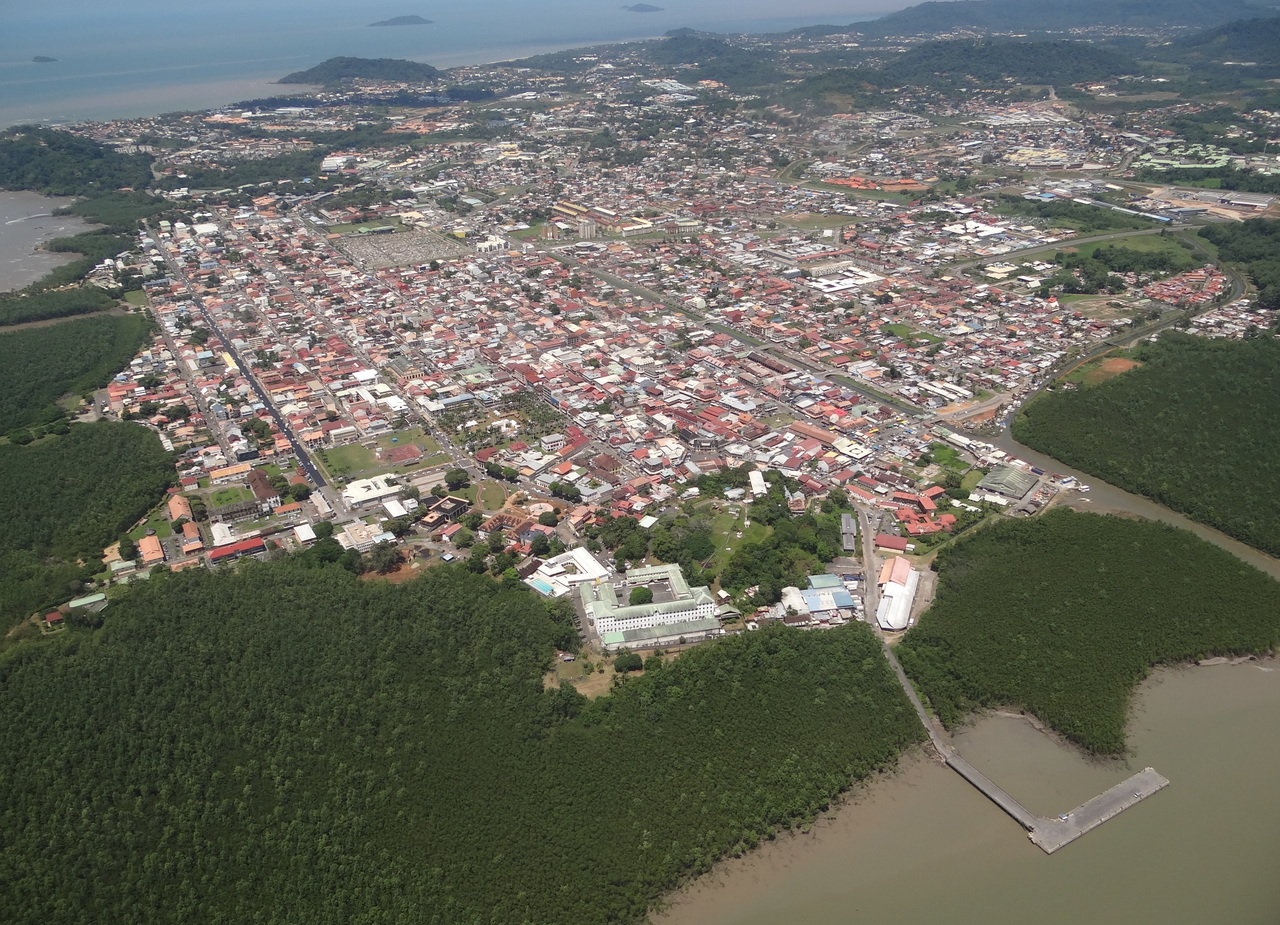
Caiena, capital da Guiana Francesa.

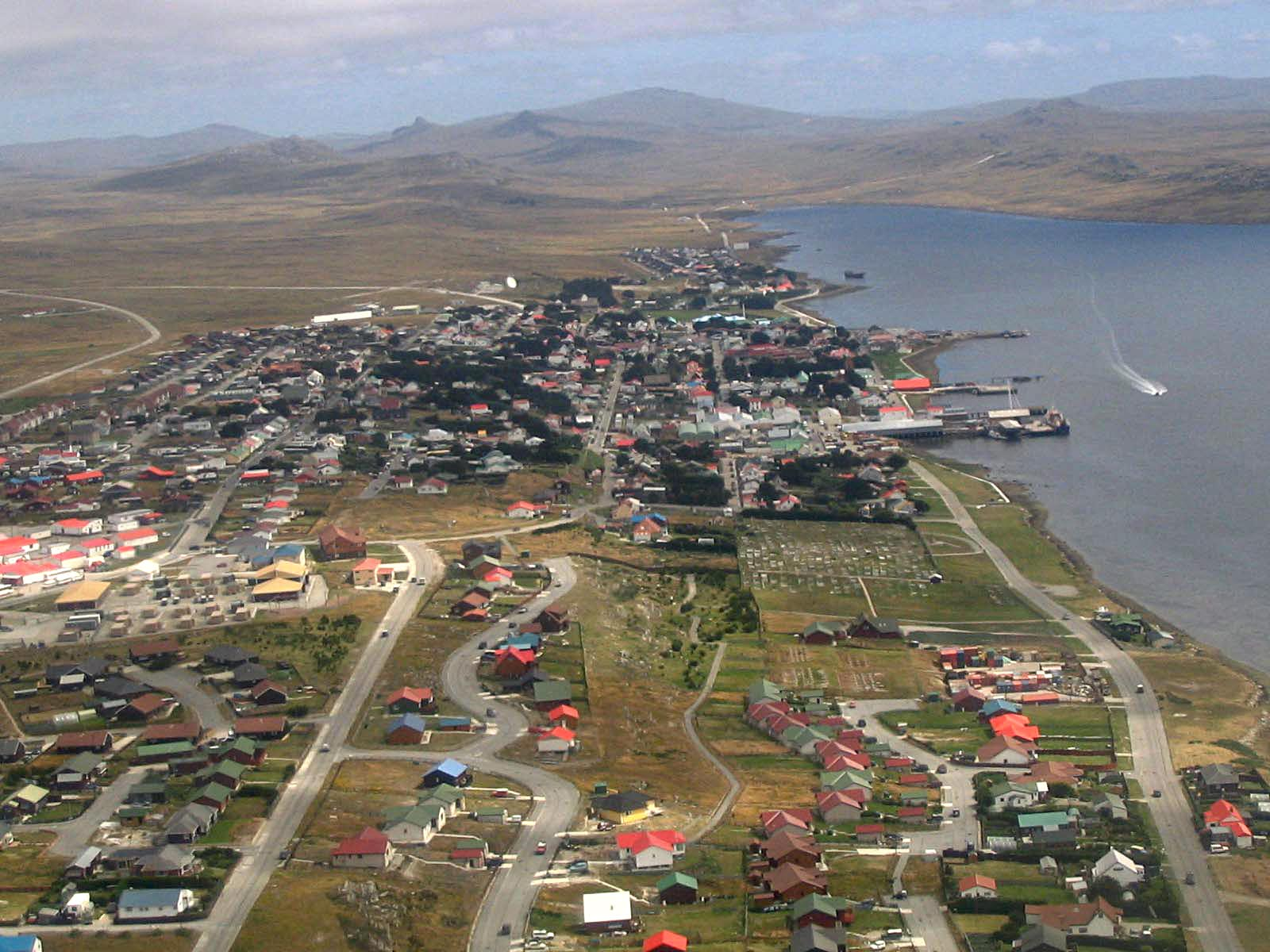
Porto Stanley, capital das Ilhas Malvinas.

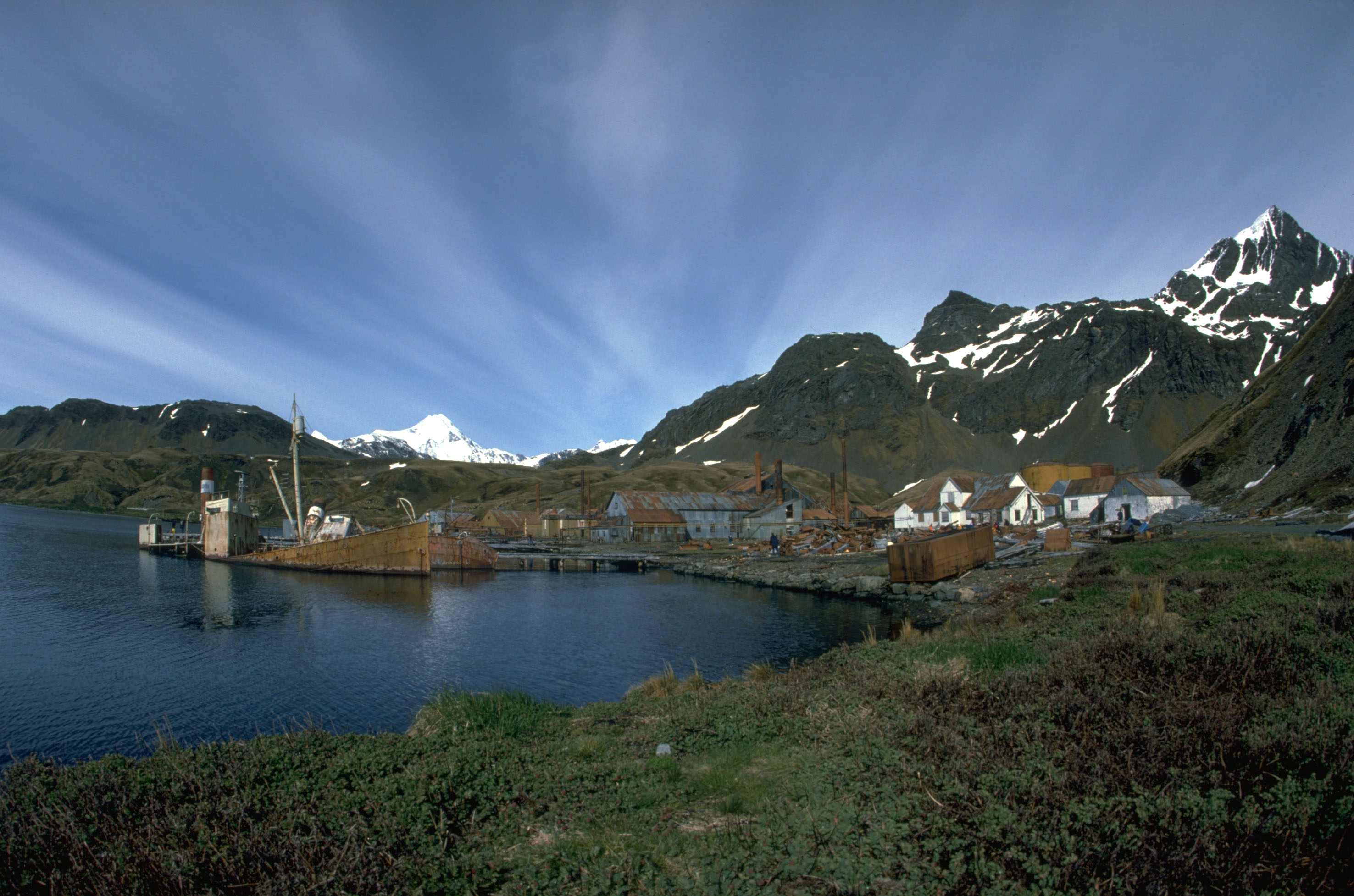
Grytviken é a capital das Ilhas Geórgia do Sul e Sandwich do Sul e abrigam apenas três pessoas nos verões.

## Lista
| Posição | Cidade        | População | País                                   |
| ------- | ------------- | --------- | -------------------------------------- |
| 1       | Lima          | 9.751.717 | Peru                                   |
| 2       | Bogotá        | 8.034.649 | Colômbia                               |
| 3       | Santiago      | 6.269.384 | Chile                                  |
| 4       | Brasília      | 3.039.444 | Brasil                                 |
| 5       | Buenos Aires  | 3.003.000 | Argentina                              |
| 6       | Caracas       | 2.956.813 | Venezuela                              |
| 7       | Quito         | 2.800.388 | Equador                                |
| 8       | Montevidéu    | 1.719.453 | Uruguai                                |
| 9       | La Paz        | 816.044   | Bolívia                                |
| 10      | Assunção      | 521.559   | Paraguai                               |
| 11      | Sucre         | 360.544   | Bolívia                                |
| 12      | Paramaribo    | 240.924   | Suriname                               |
| 13      | Georgetown    | 235.017   | Guiana                                 |
| –       | Caiena        | 125.309   | Guiana Francesa                        |
| –       | Porto Stanley | 2.460     | Ilhas Falkland (Malvinas)              |
| –       | Grytviken     | 3 (verão) | Ilhas Geórgia do Sul e Sandwich do Sul |